# Zipetes
Zipetes, Zibetes, Ziboetes o Zipoetes (en grec antic Ζιβοίτης o Ζιποίτης) fou rei de Bitínia.
Era fill i successor de Bas de Bitínia. Va regnar uns 45 anys (326 aC a 281 aC) durant els quals va fer la guerra amb èxit contra Lisímac de Tràcia, i Antíoc I Sòter, fill de Seleuc, segons diu Memnó d'Heraclea. L'any 315 aC va fer la guerra contra les ciutats d'Astacos de Bitínia i de Calcedònia, segons Diodor de Sicília. Va fundar una ciutat a la que va donar el nom de Zipètion (Zipoetium) al peu de la muntanya Lyperus. Va morir amb 76 anys i va deixar quatre fills, i el més gran, Nicomedes I, el va succeir.